# Gabrielle d'Estrées och en av hennes systrar
Gabrielle d'Estrées och en av hennes systrar (franska: Gabrielle d'Estrées et une de ses sœurs) är en målning av okänd konstnär från omkring 1594.

## Målningen
Målningen porträtterar Gabrielle d'Estrées, som var mätress till den franske kungen Henrik IV. Hon sitter naken i ett badkar, med en ring i handen. Hennes syster sitter också naken bredvid henne i badkaret och håller Gabrielles högra bröstvårta i nypan.
Målningen anses vara målad av en konstnär från Fontainebleauskolan.

## Bakgrund
Gabrielle d'Estrées träffade Henrik IV 1590 som 17-åring, då Henrik IV kom på besök på faderns slott Cæuvres. Hon blev en av Henrik IV:s många älskarinnor. Fadern ogillade förbindelsen och arrangerade ett äktenskap med Nicolas d'Anerval, vilket blev olyckligt och efter kort tid upplöstes. Henrik IV sökte efter några år påvens bifall till skilsmässa från drottning Marguerite för att kunna gifta sig med Gabrielle. Hon avled dock plötsligt 1599 innan han fick en sådan tillåtelse.
Hon fick tre barn med Henrik IV.

## Tolkning
Gesten med att nypa bröstvårtan tolkas ofta som ett symboliskt tillkännagivande av att Gabrielle är havande med sitt första av tre barn med Henrik IV, den blivande hertigen av Vendôme, César de Bourbon (1594–1665). Den ring som Gabrielle håller anses vara Henrik IV:s kröningsring, vilken han antas ha givit till henne som ett tecken på sin kärlek strax före hennes dödsfall.
Under 1900- och 2000-talen har målningen ofta tolkats som en representation av kvinnlig homosexuell kärlek. Den användes 1991 som omslag på den franska tidskriften L’Événement du jeudi för att illustrera en artikel om lesbisk livsstil.
Motivet med den nupna bröstvårtan har återanvänts ett antal gånger i andra sammanhang, ofta med en sexuell eller syndafallsrelaterad betydelse. 1982 syntes den på omslaget till det franska popalbumet Chagrin d'amour, tre år senare i det svenska seriealbumet Pearl. 2002 användes motivet av partiet Die Grünen i Tyskland för en propagandaaffisch för stöd till samkönat äktenskap. Affischen visade två kvinnliga skådespelare i roller som systrarna i målningen. Bland konsthistoriker och -kritiker är uppfattningen om homoerotik i målningen delad.

## Proveniens
Under första hälften av 1800-talet hängde målningen på polishuset i Paris, där den hängde ovanför en dörr i en av de salar som allmänheten hade tillträde till. Det var inte bekant hur den hamnat där.
Målningen finns numera på Louvren i Paris.